# Jacques Voisin
Jacques Voisin, né en 1950 à Obies dans le Nord, est un syndicaliste français. Il fut Président de la Confédération française des travailleurs chrétiens (CFTC) de 2002 à novembre 2011.

## Biographie
Jacques Voisin adhère à la CFTC en 1975 et devient délégué syndical de son entreprise. 
En 1977, il devient permanent de l'union régionale CFTC du Nord-Pas-de-Calais. 
En 1987, il exerce au niveau confédéral la responsabilité du secteur formation professionnelle. Secrétaire général adjoint en 1990, il succède à Alain Deleu comme secrétaire général de la confédération en 1993, est réélu au congrès de Nantes, en 1996, et obtient un troisième mandat lors du congrès de Dijon, en 1999. 
En novembre 2000, Jacques Voisin devient vice-président de la CFTC, chargé de la mobilisation des équipes syndicales. Il est élu président au congrès de Toulouse, en novembre 2002, réélu au congrès de Bordeaux, en novembre 2005, et au congrès de Strasbourg, le 31 octobre 2008. Après neuf ans de présidence, il quitte son poste au congrès de Poitiers en novembre 2011, et c'est Philippe Louis qui est élu président.

## Référence
1. ↑  « La CFTC en ordre de marche derrière Jacques Voisin pour les prud'homales », Agence France-Presse, 31 octobre 2008.